# Mohamed Amine Ben Amor
Mohamed Amine Ben Amor (arabisch محمد أمين بن عمر, DMG Muḥammad Amīn b. ʿUmar; * 3. Mai 1992 in Sousse) ist ein tunesischer Fußballspieler. Der defensive Mittelfeldspieler nahm mit der tunesischen Nationalmannschaft an der Fußball-Weltmeisterschaft 2018 in Russland teil.

## Karriere

### Verein
Ben Amor begann seine Profikarriere bei Étoile Sportive du Sahel. Mit diesem Klub wurde er einmal tunesischer Meister und zweimal Pokalsieger. Zudem gewann er den CAF Confederation Cup 2015.
In der Saison 2013/14 wurde er an Sfax Railways Sports sowie Anfang 2018 für ein halbes Jahr an den saudi-arabischen Klub al-Ahli verliehen.

### Nationalmannschaft
Ben Amor debütierte am 15. Juni 2015 beim 1:1 in einem Freundschaftsspiel gegen Marokko in der tunesischen Nationalmannschaft.
Er gehörte zum Kader der tunesischen Nationalmannschaft beim Afrika-Cup 2017. Dort wurde er in den Vorrundenspielen gegen Algerien und Simbabwe sowie im Viertelfinale gegen Burkina Faso über die gesamte Spieldauer eingesetzt.
Anlässlich der Fußball-Weltmeisterschaft 2018  in Russland wurde Ben Amor in den 23-köpfigen Kader Tunesiens berufen. Er kam im ersten Gruppenspiel bei der 1:2-Niederlage gegen England zum Einsatz, als er in der 74. Spielminute beim Stand von 1:1 für Naïm Sliti eingewechselt wurde. Die Mannschaft beendete das Turnier auf dem dritten Platz in der Gruppe G und schied aus.

## Erfolge
- Tunesische Meisterschaft: 2016
- Tunesischer Pokal: 2014 und 2015
- CAF Confederation Cup:  2015